# ناسا ایکس-۵۷ مکسول
ناسا ایکس-۵۷ مکسول (به انگلیسی: NASA X-57 Maxwell) یک هواپیمای آزمایشی تمام الکتریکی است که توسط ناسا توسعه داده شده‌است. هدف از این هواپیما کاهش مصرف سوخت و الاینده‌ها و صدای تولید شده توسط هواپیماها است. اولین پرواز این هواپیما در ۲۴ فوریه ۲۰۲۲ انجام خواهد شد.

## طراحی

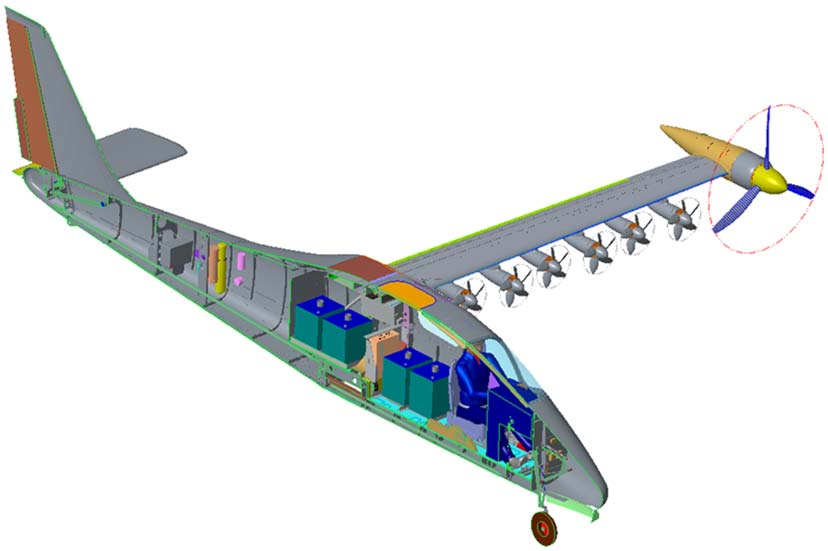
مدلی از ایکس ۵۷ که در آن باتری و موتورهای الکتریکی نشان داده شده‌است

ایکس-۵۷ از هواپیمای ایتالیایی Tecnam P2006T توسعه داده شده‌است، در ایکس-۵۷ به جای دوموتور موجود در P2006T از ۱۴ موتور الکتریکی توزیع شده بر روی بال استفاده شده‌است. در حالت برخاست همه ۱۴ موتور فعال هستند اما در حالت پرواز پیمایشی، پروانه ۱۲ تا از موتورهای کوچکتر به عقب تا شده تا نیروی درگ کاهش یابد و فقط دو موتور اصلی که در انتهای بال قرار دارند نیروی پیشرانه را تأمین می‌کنند.
موتورهای الکتریکی توزیع شده در طول بال جریان هوای اطراف بال را افزایش می‌دهند و این پدیده به افزایش نیروی لیفت کمک می‌کند. افزایش نیروی لیفت به ایکس-۵۷ امکان برخاست از باندهای کوتاه و کاهش اندازه بال را می‌دهد.